# 八王子市立上壱分方小学校
八王子市立上壱分方小学校（はちおうじしりつ かみいちぶかたしょうがっこう）は、東京都八王子市上壱分方町にある公立小学校。ことばの教室併設校。

## 概要

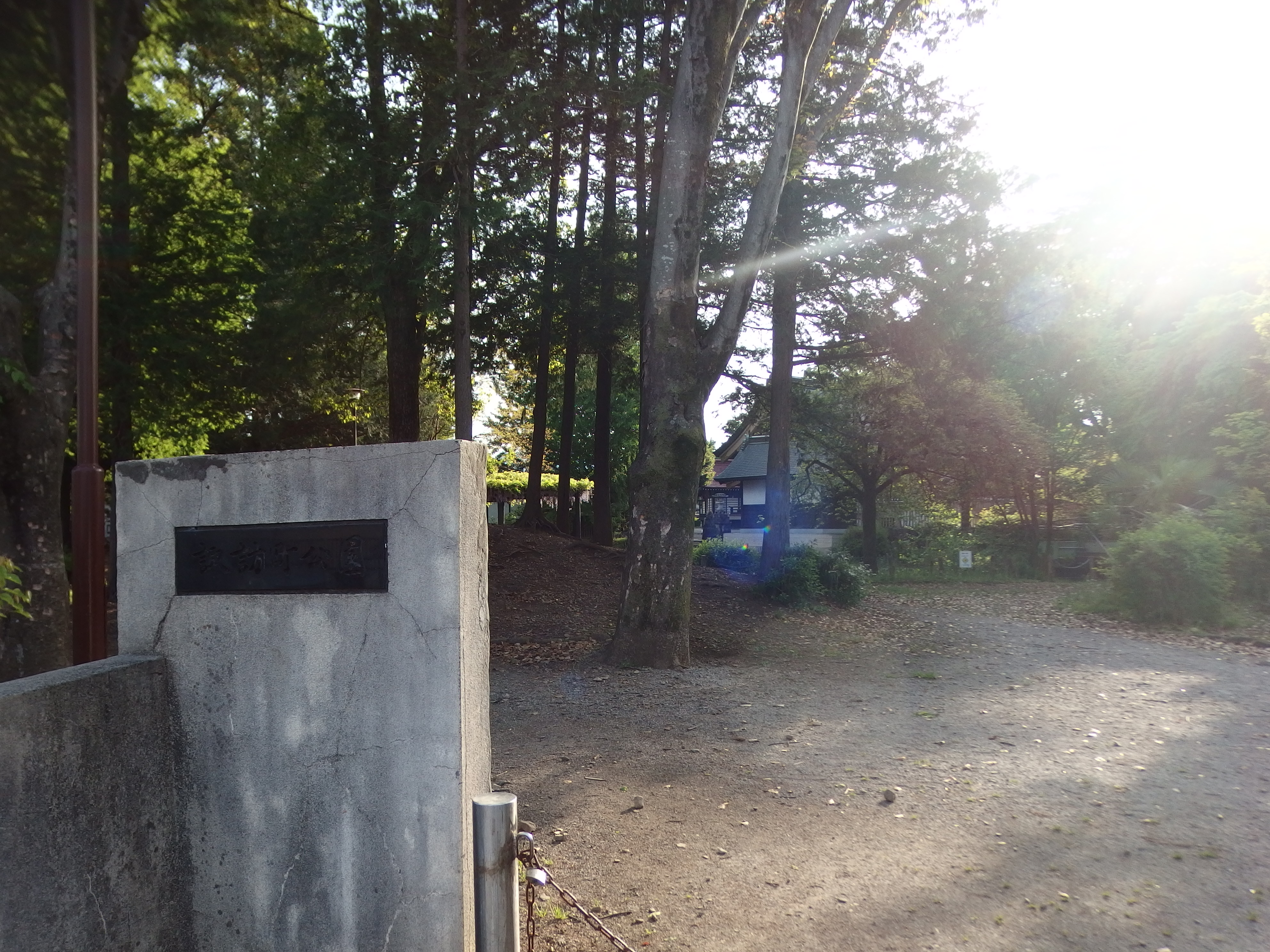
諏訪町公園諏訪町公園には、当たり前のことのように、近所住民の子どもを見守る暖かい目がある。そこに異学年交流による元気に飛び回る子どもたち、受け継がれる遊びがある。人と人の関わりが広がることで仲間意識がはぐくまれ、より人生の学びが活性化する。責任感がはぐくむには、幼少期に様々な立場を経験することが大切である。

八王子市郊外の上壱部方に位置する。敷地の北側には浅川渓谷が流れ、校区内には八王子八十八景にも選ばれている諏訪神社と木々に囲まれた諏訪町公園がある。
校庭には大きなけやきの木がある。児童からは「大けやき」と呼ばれている。

### 学級規模
- 生徒数は1学年66名、2学年52名、3学年66名、4学年54名、5学年68名、6学年75名 合計381名（2022年4月1日現在）[学 2]
- 学級数は1学年2、2学年2、3学年2、4学年2、5学年2、6学年2 合計12（2022年4月1日現在）[学 2]
- 教員数は24人、職員３人[1]

### ことばの教室
市内のことばに心配がある児童を対象とし、ことばについて悩みを抱える児童や保護者の相談・支援を行う「ことばの教室」が併設されている。本校の他、 第四小学校、柏木小学校、いずみの森義務教育学校にも併設されている。
相談内容は次の通りである。
- 発音に課題がある。
- 吃音がある。
- ことばの発達に課題がある。

### 小中一貫教育
八王子市の小中一貫教育の方針に則り、四谷中学校、元八王子東小学校と教員の連携・協力を深めながら、義務教育9年間を見通した小中一貫教育を推進している。

## 沿革
- 1974年（昭和49年）4月 - 元八王子小学校を学区分割して諏訪町で上壱分方小学校開校（移籍500名）[学 6]。
- 1974年（昭和49年）10月 - 上壱分方町で校舎完成
- 1978年（昭和53年）3月 - 8教室増築。
- 2003年（平成15年）8月 - 耐震工事終了。

## 教育目標
- じょうぶで明るい子
- 思いやりのある子
- よく考えやりぬく子

## 通学区域
上壱分方町全域と当校周辺の諏訪町1～32、73～112、143～505、1919～1923、大楽寺町1～143、145～181、183～197、弐分方町1～251、287～331、821～
通学区域一覧・通学区域図（学校別） - 八王子市教育委員会

## 交通アクセス
- 八王子駅（北口）西東京バスで「宝生寺団地」「陣馬高原」「大久保」「恩方ターミナル」行きに乗車。「弐分方入口」停留所で下車。徒歩12分。[学 9]

## 著名な出身者
- 高市未来 - 柔道選手　[2]